# 電子線ホログラフィ
電子線ホログラフィ（でんしせんホログラフィ）とは、電子線の干渉を利用したホログラフィ。

## 概要
電子は光の10万分の1という短い波長をもっているのでその位相情報を活用すれば高分解能の画像が得られる。電子顕微鏡に備えられ、電子線の干渉を利用して高分解能の試料の画像を得る。そもそもホログラフィ自体が1947年にハンガリーの物理学者であるガーボル・デーネシュによって電子顕微鏡を改良する過程で発明されたという経緯がある。レーザーが1960年に発明され、光波ホログラフィは実用化に向けて大きく進展したが、電子線ホログラフィの実用化には良質な位相の揃った電界放射型電子銃が開発されるまで待たねばならず、1978年に電子波の干渉縞を3000本以上作ることができて電子線の干渉性が従来の電子顕微鏡よりも一桁向上した高い干渉性を持った電界放射型電子顕微鏡が外村彰らによって開発されたことにより、実用段階に到達した。

## 原理
電界放射型電子銃から放出された電子線の経路を分割して、片方のみ試料に透過させると、試料の存在によって電子線の位相が変化して、検出器上で試料のない領域を透過した電子線との干渉像を得られ、これにより試料の構造を観察する。

## 用途
- 磁性体の磁区観察
- 材料開発
- 非破壊検査